# Barridia
Barridia es un género de coleópteros de la familia Anthribidae.

## Especies
Contiene las siguientes especies:
- Barridia corticina Jordan, 1906